# Ablabys taenianotus
Ablabys taenianotus är en fiskart som först beskrevs av Cuvier 1829.  Ablabys taenianotus ingår i släktet Ablabys och familjen Tetrarogidae. Inga underarter finns listade i Catalogue of Life.

## Bildgalleri

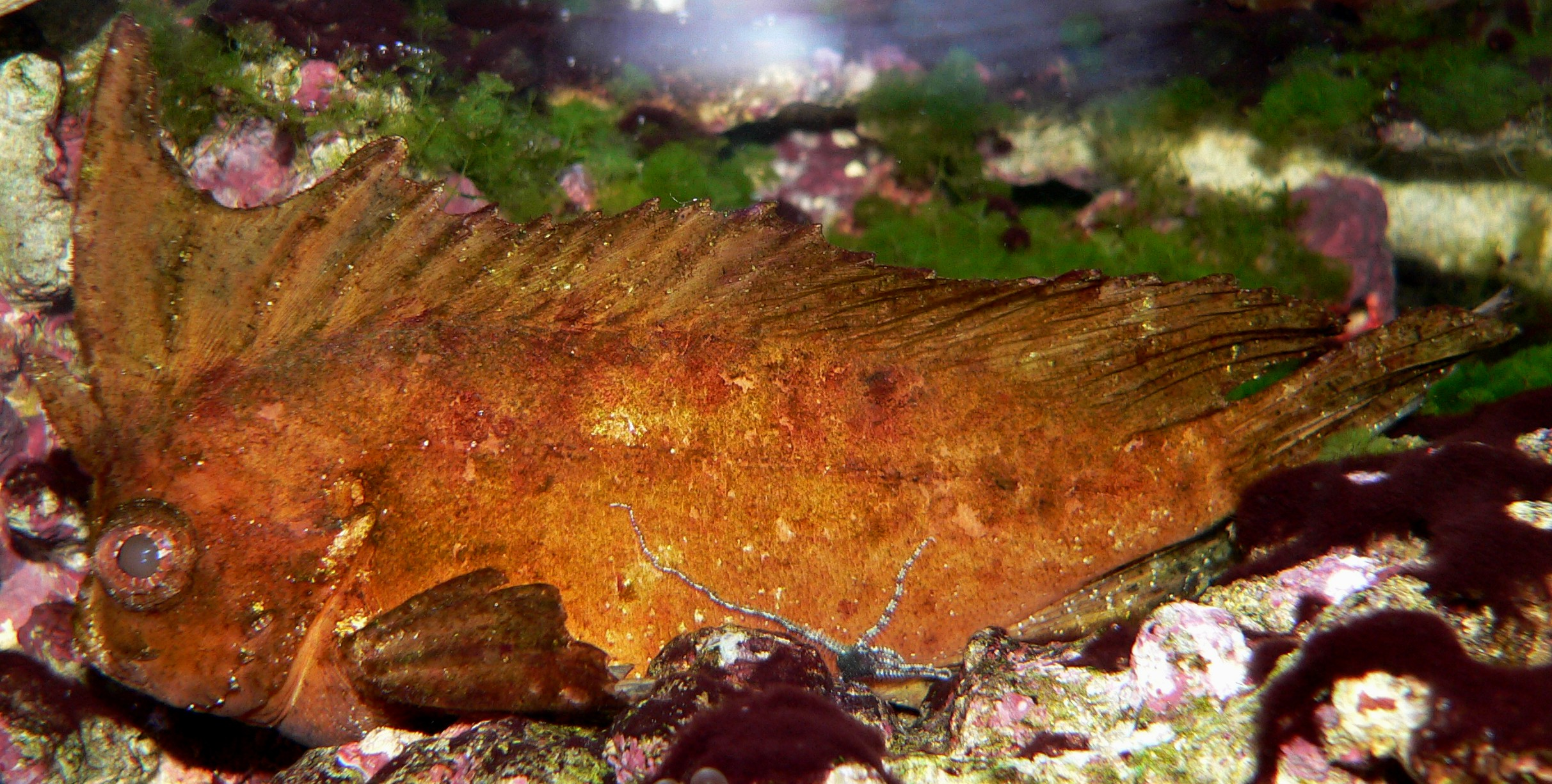
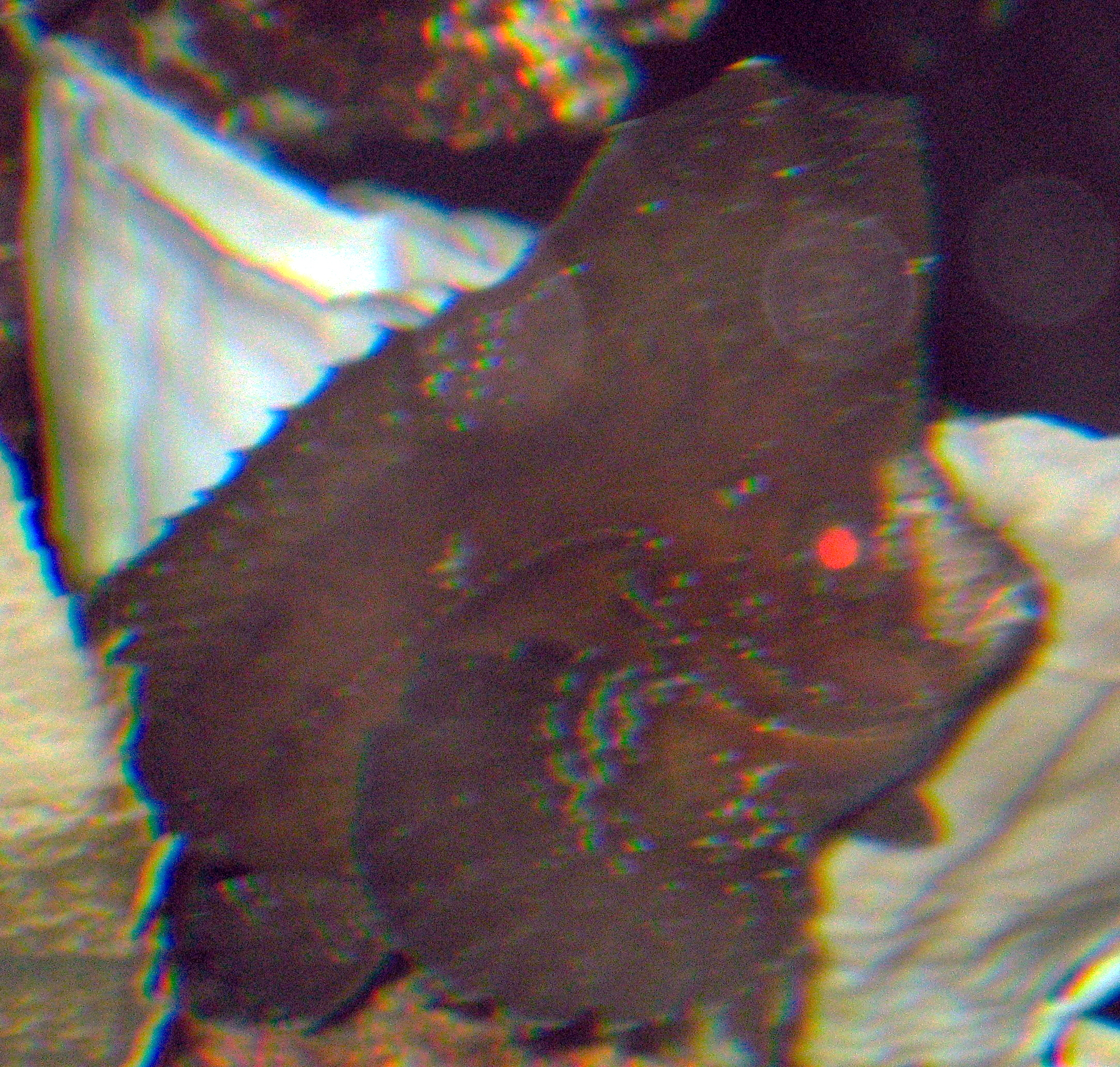
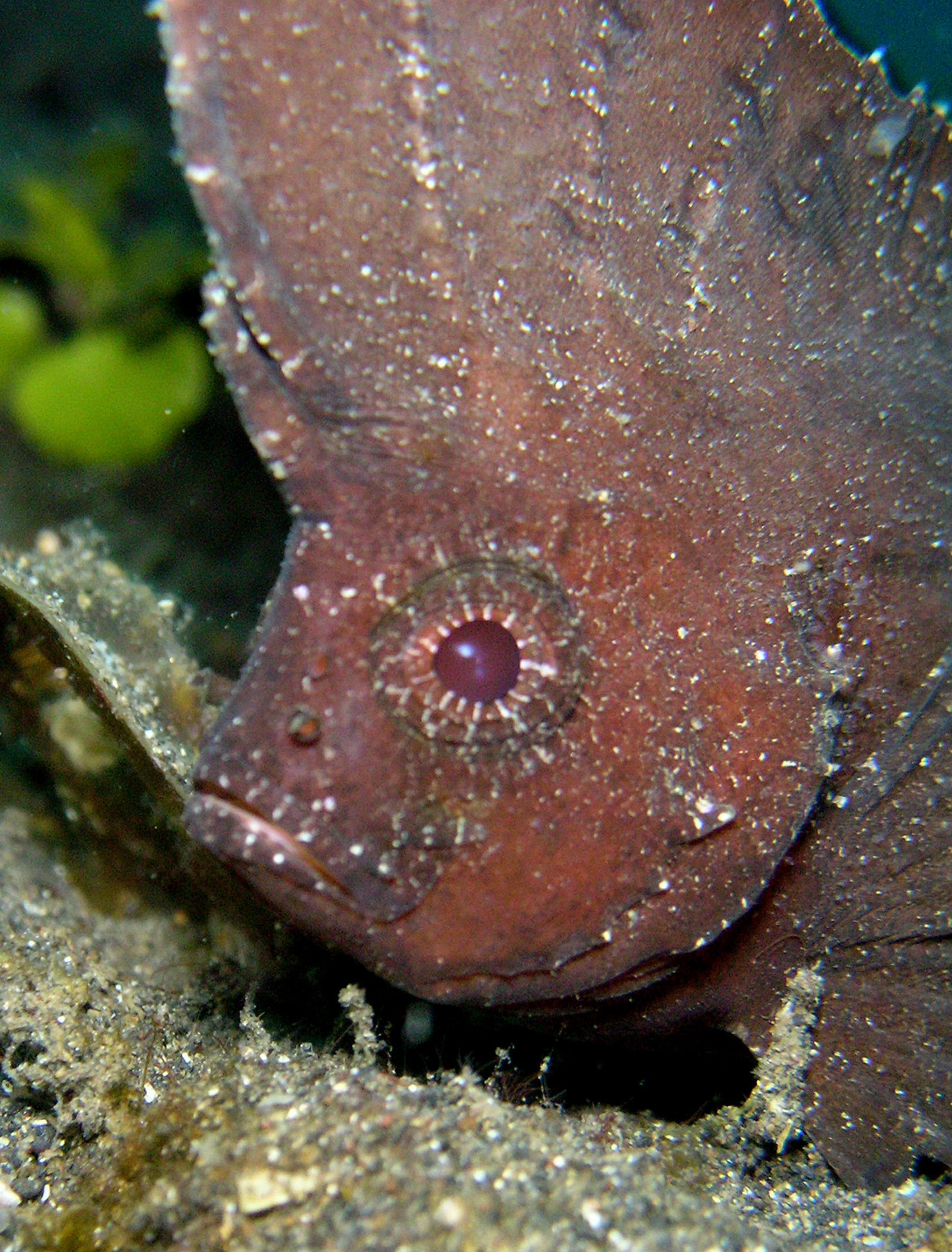